# シーランド公国

シーランド公国
Principality of Sealand

国の標語：E mare libertas
（ラテン語: 海からの自由）
国歌：海からの自由

シーランド公国（シーランドこうこく、英語: Principality of Sealand）は、北海の南端、イギリス南東部のサフォーク州の10 km沖合いに浮かぶ構造物を領土とする立憲君主制の国家（ミクロネーション）。創設以降、シーランド公国の国家承認を明示的に行った国は2025年6月現在、存在しない。

## 歴史

### 建設 - 独立宣言

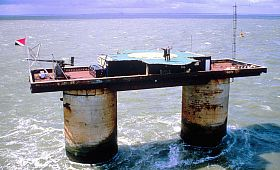
シーランド公国

イギリスは第二次世界大戦中、沿岸防衛の拠点として4つの海上要塞と多数の海上トーチカを建設した。これらはマンセル要塞（Maunsell Fort）と呼ばれる。
シーランド公国が領土としているフォート・ラフス（Fort Roughs / U1、ラフス・タワー Roughs Tower とも）は、最も北に位置していた海上要塞であり、1942年から建てられた。イギリス沖10 kmの北海洋上、ラフ・サンズ（Rough Sands）と呼ばれる砂堆の上に、大きな柱が二本ある巨大な構造物（ポンツーン）を沈め、海上に突き出した柱の上に居住区や対空砲台などが作られていた。戦時中は150から300人ものイギリス海軍兵員が常時駐留していたが、大戦終了後の1956年に要塞は放棄された。
1967年9月2日に元イギリス陸軍少佐で海賊放送の運営者だったパディ・ロイ・ベーツは、イギリス放送法違反で訴えられた。彼は当時イギリスの領海外に存在したこの要塞に目をつけ、この地を制圧し「独立宣言」を発表、要塞を「シーランド」と名付け、自ら「シーランドの公、ロイ公殿下」（H.R.H. Prince Roy, The Prince of Sealand）と名乗った。なお、同年には別の海賊放送関係者がシーランド公国を襲撃する事件が起きており、ロイ・ベーツとマイケル・ベーツが火炎瓶を投擲してこれを撃退している。
イギリスは強制的に立ち退かせようと一方的に裁判に訴えたほか、シーランド公国側の主張では軍を派遣して7回に渡り侵攻したとされるが、1968年11月25日に出された判決では、シーランドがイギリスの領海外に存在し、またイギリスを含めて周辺諸国が領有を主張していなかったことから、イギリス司法の管轄外とされた。
1975年には憲法・国旗・国歌を制定した。

### クーデターの勃発
1978年に、ロイ・ベーツ公はカジノの運営を計画し、西ドイツの投資家アレクサンダー・アッヘンバッハ（Alexander G. Achenbach）を首相に任命した。ところが、アッヘンバッハらはクーデターを画策し、オランダ人の傭兵を雇ったうえでモーターボートやヘリコプターでシーランドを急襲し、当時のマイケル・ベーツ公子（現在の公）を人質に取ると、ロイ・ベーツ公を国外へと追放した。英国へと渡ったロイ・ベーツ公は、20名程の同志を募ってヘリコプターを使用しての奪還作戦を行い、これを成功させた。これをきっかけにシーランド騎士団が創設されることとなった。
シーランド公国はクーデターに関与した者全員を捕虜として拘束したが、傭兵については外国人であったことから、事態が落ち着くと直ちに解放した。一方、アッヘンバッハは公国のパスポートをもつ同国の国民であることから、シーランド公国により反逆罪で投獄され、7万5千マルクの罰金を命じられた。西ドイツ政府はイギリス政府に西ドイツの国民であるアッヘンバッハらの解放を依頼したが、イギリス政府は海上要塞は自国の司法の管轄外にあるとする1968年の判決を理由に断り、やむなく西ドイツはシーランド公国へ駐ロンドン大使館の外交官を派遣して解放交渉を行うこととなった。一国から正式に外交官が派遣されるという事態に、ベーツは自国が事実上西ドイツにより承認されたものと喜び、罰金の問題は立ち消えることになった。
西ドイツへと戻ったアッヘンバッハらは、アッヘンバッハを枢密院議長（Chairman of the Privy Council）として一方的にシーランド公国亡命政府の樹立を宣言、シーランドの正統な権利を主張した。1989年にアッヘンバッハ枢密院議長が健康上の理由から引退すると、ヨハネス・ザイガー（Johannes Seiger）が首相兼枢密院議長（Prime Minister and Chairman of the Privy Council）として後を継いだ。1990年には、シーランド公国亡命政府としての独自硬貨の発行も行っている。

### 近年における問題

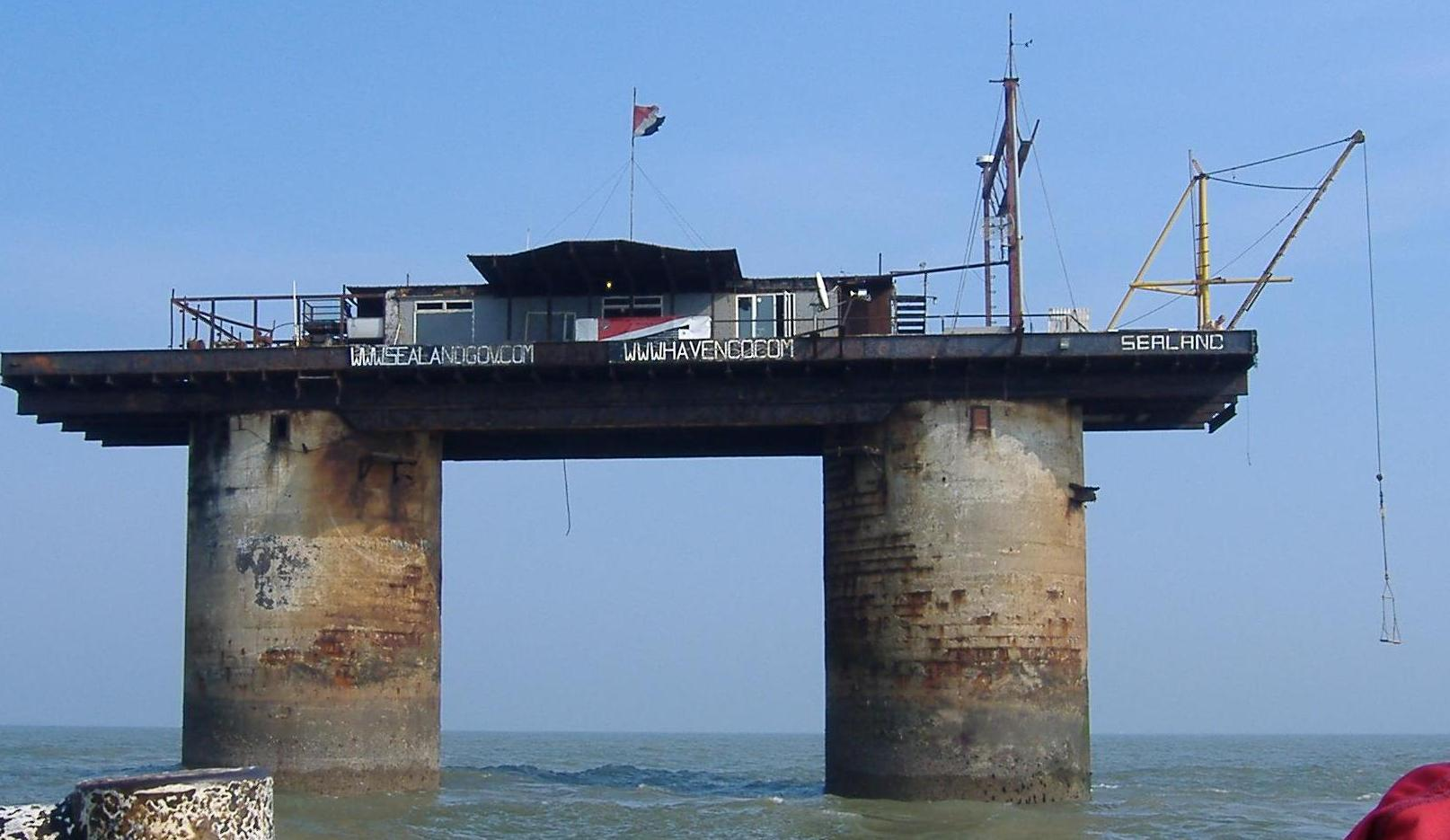
火災発生以後のシーランド（2006年9月）

2006年6月23日、老朽化した発電機から火災が発生し公国が半焼。ロイ・ベーツはこのとき国外に住んでいたため無事であったが、国土は壊滅状態に陥った。同6月25日にはベーツ夫妻が国土に戻り、私財を投じて国土の再整備を行い、7月末には発電機や焼失した配線系統の復旧が完了し、公国が存続することができた。国土の再整備には、売りに出した爵位などの売上金が再建の助けになったとも言われている。
シーランド公国は、希望があればパスポートを発行するサービスも行っていたが、大量の偽造パスポートが出回ったため発行を一時中止して、1997年以前に発行されたパスポートはすべて無効にする事態となっている。
2007年1月8日付のイギリスデイリー・テレグラフ紙で、6500万ポンドで国全体が売りに出されていることが報じられた。なお、あくまでも国家の主権は「売り物」ではないため、シーランド公国側では売却（Sale）ではなく、譲渡（Transfer）という言葉が用いられた。これを受けて、スウェーデンにてBitTorrentのトラッカーを扱うウェブサイト「パイレート・ベイ」が買収に名乗りを上げたが、シーランド公国側に拒絶され断念する。
2012年には国内の電力を賄っていたディーゼル発電機から発火し、領土の大部分が壊滅的な被害を受けている。なお、火災事故を受け発電方法は太陽光と風力発電へシフトしている。

### ロイ・ベーツの薨去

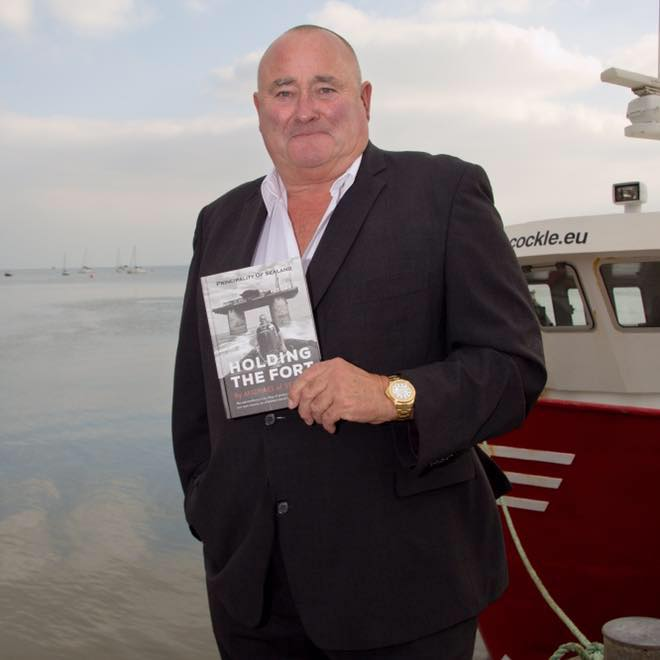
マイケル・ベーツ（2015年）

ロイ・ベーツは、2012年10月9日（英国時間）に91歳で薨去した。同日、摂政を務めていたマイケル・ベーツ公世子が父の後を継ぎ、2代目シーランド公国公に即位した。マイケル公は、シーランド騎士団の公募を開始した。

### 現在
シーランド公国の現状が2021年12月26日のAFP通信（AFPBB News）に掲載された。新型コロナウイルス感染症（COVID-19）が世界的に流行して以降、デッキに上がる前に陰性証明を提示しないと入国（上陸）は認められておらず、管理はロイ・ベーツの孫（マイケル・ベーツの息子）であるリアム・ベーツ（自称：公子の一人）が行っている。関係者はリアムの兄・ジェームズ・ベーツ、エンジニアのジョー・ハミルと国土安全保障相のマイケル・バーリントンの4名であると記事で紹介されている。

## 国家としての成否
シーランド公国側は、国際法学者Béla Vitányiによる1974年の論文、「Legal opinion on the international status of the State Sealand」を公式ウェブサイトに掲載し、正当性を主張している。シーランド側は以下の点を強調している。「ロイ・ベーツの『ラフス・タワー』占拠は国際法上の無主地の獲得の要件を満たしている」「『シーランドはイギリスの法の対象外であり、法的主体ではない』という発言などでイギリス当局は暗黙のうちにシーランド公国の存在を受け入れた。」。
しかしシーランド公国を「独立国家」として承認する国・政府が現れることはなかったため、国際的には国家として扱われていない。国際法上の国家成立要件には争いがあり（モンテビデオ条約 (1933年)参照）、宣言的効果説に立てば成立の余地もあるが、創設的効果説では成立の余地はない。ただし、現在ではおおむね宣言的効果説が通説とされている。
国際法上では国家成立の大きな要件のひとつとして領土をあげており、この領土とは島または大陸の全部または一部であると解されている。そして、海の憲法と呼ばれる海洋法に関する国際連合条約では「島とは、自然に形成された陸地であって、水に囲まれ、高潮時においても水面上にあるものをいう」としている。自然に形成された陸地ではないシーランドは「島」ではなく、大陸の一部でもないため、シーランド公国は国際法上でいう領土を持たず、国家成立の大きな要件を欠いているため認められないことになっている。

## 行政区分
領土全体が首都である。首都は公が直接統治している。

## 政治
政体は立憲君主制である。国家元首は公（The Prince of Sealand）。国家機関には首相、枢密院があるが、枢密院は亡命政府側が称している。

## 地理

シーランドから3海里の範囲
シーランドから12海里の範囲
イギリスから3海里の範囲
イギリスから12海里の範囲

シーランド公国は北海上に建設された海上施設が領土である。海底に設置したアンカー部分、2本の円柱、甲板という3つの部分から構成されている。円柱部分はAからGの7階層のデッキとなっている。発電機の置かれたAデッキとその直下のBデッキが海面上に、CからGデッキが海面下に位置する。BデッキからEデッキは戦時中、食糧貯蔵庫および要員の居室、Fデッキは弾薬庫、Gデッキは資材置き場となっていた。360度のオーシャンビューが売りだが、Aデッキの発電機の振動がすさまじく、住環境はあまりよくないといわれる。2021年時点では、円柱部分に多様な宗教に対応した礼拝室やビリヤード台などを備えた娯楽室、会議室が設けられているほか、犯罪者を収容する監房も設置されている。なお、第二次世界大戦当時の備品は後述のデータヘイブン事業に伴い大部分が撤去され、データヘイブン事業で使用されていたサーバーは国家の歴史の一部として保存されている。
国土面積は207 m2とされている。国土が極端に狭く、バチカン市国より小さい。
右の地図では、両国の位置とそれぞれの領海との関係を示すためにシーランド公国から3海里（青点線）と12海里（青実線）、イギリスから3海里（黒点線）と12海里（黒実線）の範囲を示した。
イギリスは1987年10月1日、領海を従来の3海里（約5.5 km）から12海里（約22 km）へと拡大する旨を宣言した。これによりシーランド公国はイギリス領海に含まれるはずだった。しかしその前日の9月30日にシーランド公国も自国の領海を12海里へ拡大すると宣言し、シーランドがイギリス領海に取り囲まれ公海と途絶する事態は回避された。
また、公式ショップサイトで土地の販売も行われている。

## 軍事と警察と騎士団
通常、1名の兵士が1丁のライフルでシーランド領内を巡回している。しかし、有事の際には先述のようにロイ・ベーツとマイケル・ベーツが外部からの侵入者に対して自ら火炎瓶を投擲した事例があるほか、ロイ・ベーツが英陸軍時代の人脈を背景に独自に集めた戦力が加わった事例があるため、必ずしもこの治安力が全てとはいえない。このほか、シーランド公国側の主張では1968年に侵攻してきたイギリス海軍に対し、マイケル・ベーツが手製のミサイルや銃、火炎瓶で反撃したとし、1990年には領海に侵入してきた船に警告射撃を行ったとしている。2021年時点で領内に武器があるかどうかは明らかにされていないが、リアム・ベーツは取材に対し「自衛する備えはできています」と答えており、何らかの治安力を有していることを示唆している。
また、シーランド騎士団も存在する。ただし、インターネットで加入権を販売しているのみで実態はなく、国際法上の騎士号ではない。

## 経済

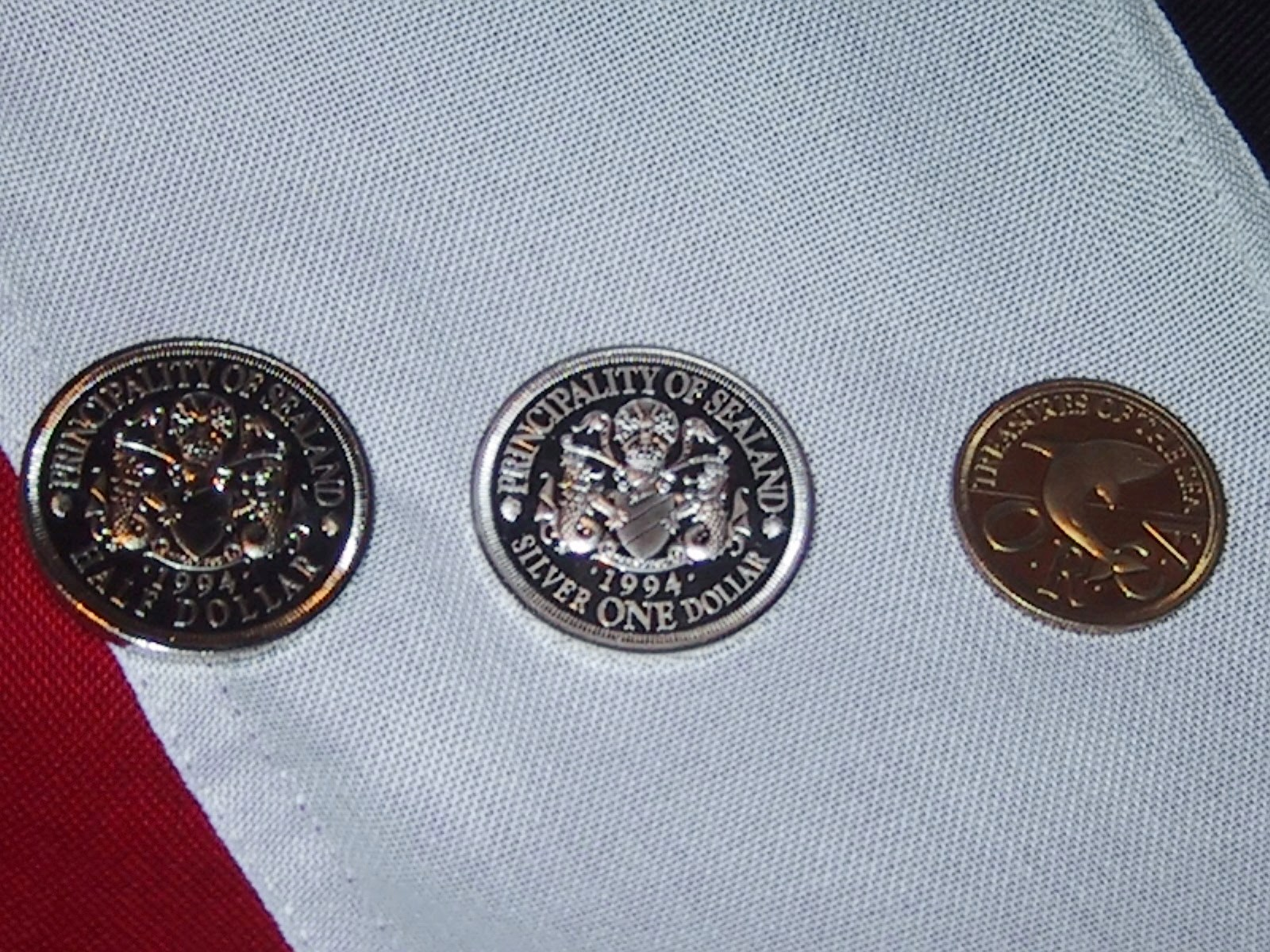
シーランドの硬貨

シーランド公国のウェブサイト上で、爵位・称号のほか、切手やコイン（シーランドのコインと切手）、国土の一部、カップや卓上旗等のグッズを販売している。2000年にはヘイブンコー社が設置されデータ・ヘイブンとなるサービスを提供したが、2008年に決裂している。
ちなみに爵位等を購入すると、切手や消印もSealandの物で送られてくる。また寄付の受付も行っている。2021年現在、爵位等の販売事業の収益は国家を現在の水準で維持するのに十分な額だという。
マイケル公自身は、サセックスで漁業を営んでいる。

## 貴族制度
シーランドの貴族制度は金銭で販売されており、爵位は男爵（Baron、Baroness）、伯爵（Count、Countessの他仏伊西語版）、公爵（Duke、Duchess）の三種類から選べる。またナイト（Sir/Dame）の称号も販売されている。爵位・称号には有効期限はないので、更新手続きなどは不要である。
これらの取得者には、申込時に登録した通りの名称（ニックネーム可）と称号・爵位が書かれた認定証・爵記やシーランドに関する記念品などが同時に送られる。

### 爵位の合法性
現代国際法は正統な爵位の叙爵には君主大権としての叙任権（羅: jus honorum）が必要であると定めており、シーランドの「公」は国際法上これを有しない。従ってこれらの称号は全て民間称号である。英国では「詐称を目的としない限り、個人は自らを自由に名乗ることが出来る」と法律で定められているために、これら民間称号の販売は合法であるとされる。即ち全ての個人は、民間称号を購入しなくとも、個人的な目的に限れば自ら好きに貴族号を名乗ることが可能である。
一方、イタリアやドイツなど一部の国家に於いては、正統な貴族でない者が貴族号を名乗ることは刑法で禁じられている。オーストリアのように貴族称号自体が禁止されている国もある。
またアメリカでも実在しない貴族の称号を名乗っていた者が起訴された例が存在する。

### 爵位を得た著名人
- 西川きよし - 2006年11月22日放送のフジテレビ『ザ・ベストハウス123』の番組内でロードの称号を購入し、貴族・西川卿となった[6]。
- 後藤寿庵[22]
- 金子哲雄
- 知華
- 三輪清宗
- 如月音流 - ロードの称号を取得、シーランド公国の貴族、如月卿となった。
- 林雄介[23]
- サオリリス
- 長瀬ゆずは
- 折笠愛 - アニメ『Axis powers ヘタリア』で、シーランド公式キャラクターにもなっている「シーランド君」の声を担当し、レディの称号を持っている。
- 梅木千世
- 三村マサカズ - 2016年 5月7日放送のNHK総合『魅惑のソノタ』の番組内で男爵を購入。
- 須山浩継
- エイジ（アバンティーズ） - 2018年4月29日に公開された動画の企画で公爵という地位を購入。
- 赤月ゆに - 2019年11月9日公開の動画内で言及[24]。
- 因幡はねる[25]
- シェリン・バーガンディ
- 橘ぱん - ライトノベル作家・シナリオライター。男爵位を所持。
- 柳原満月 - 漫画家。2020年6月16日の投稿で言及[26]。
- ファイルーズあい
- 安藤慶一  - 俳優。2021年1月8日の投稿で言及[27]。
- 鎌田雅人   - 作曲家。男爵位を所持。
- 神原大地　- 日本の男性声優。グリムテック代表取締役。2022年8月27日に自身がパーソナリティを務める配信番組「オレ達のトレンドクエスト」内で視聴者のプレゼントとしての叙任が発表された。

## 交通
港かヘリポートから海外へ渡航可能。国内の公共交通機関はなく、自家用の乗り物、または徒歩で移動する。船で入国する際は、1人ずつウインチでデッキまで運び上げている。

## 文化

### 放送
元々は海賊放送局である、事実上のシーランド国営放送局がある。

### 映画
シーランド公国は、2007年9月14日にロイ・ベーツ公とその家族らを中心に据えた映画「Sealand」の制作決定をWebサイトで公表した。複数の映画情報Webサイトでも取り上げられている。

### スポーツ
サッカーシーランド代表が存在する。ただしFIFAやUEFAに加盟していないので、公式戦は行えない。NF-Boardには準会員として参加していたが、後継のCONIFAには加盟していない。

### その他
日丸屋秀和による日本の漫画『Axis powers ヘタリア』に登場する、シーランド公国の擬人化・シーランド君を政府として公式に認知しており、Twitterで紹介したことがある。また漫画家の柳原満月によれば、シーランド公国から爵位（伯爵）を購入した際にもシーランド君をイラスト付きで紹介する紙面が付属した。